# José Daniel Gil Zuñiga
José Daniel Gil Zúñiga  (Puerto Armuelles, Panamá, 29 de junio de 1955) es historiador costarricense nacido en Panamá. En esa ciudad hizo sus estudios primarios. Desde muy pequeño se trasladó a estudiar a Golfito, Provincia de Puntarenas, Región Brunca, ubicada al sur de Costa Rica.

## Biografía
Gil Zúñiga se graduó en el colegio de la localidad. En 1974 ingresó a estudiar la carrera de historia en la Escuela de Historia de la Universidad Nacional (Campus Omar Dengo), de la cual se egresó como licenciado en historia en el año de 1982.  Desde sus primeros años de estudiante se interesó por un campo de la historia hasta ese momento inexplorado dentro de la historiografía nacional: la Historia de las Mentalidades, de la cual ha sido uno de sus impulsores, siguiendo el modelo de Michel Vovelle . Campo diferenciado de la Historia cultural, con el cual no se identifica. A lo largo de su carrera, ha ido recreando una visión de la historia comprometida con el estudio de los sectores populares, los grupos estigmatizados, y se ha interesado en el estudio del proceso que permitió en medio de una interacción social construir el estado nación y las identidades locales, regionales y nacional en medio de un espacio geográfico identificado como Costa Rica.
Obtuvo su título de licenciado en historia en el año de 1982 con la tesis titulada: El culto a la Virgen de los Ángeles, 1824 – 1935. Una aproximación a la mentalidad religiosa. Tesis defendida en la Escuela de Historia de la Universidad Nacional. En 1994 defendió con éxito su tesis doctoral en la Universidad Autónoma de Barcelona Bellaterra, España, con el trabajo titulado: Homicidio, Asociación y Conflicto en la provincia de Heredia 1880-1915. En la Escuela de Historia de la Universidad Nacional detentó diversos cargos, entre ellos: profesor de la carrera de Historia y de la Enseñanza de los Estudios Sociales; coordinador de Extensión; Director de la Maestría en Historia Aplicada, entre otros.
Actualmente reside en la provincia de Heredia. En años recientes sus estudios de la cuestión criminal le han conducido al análisis del control social y en concreto al control del espacio. También se ha interesado en la apertura del turismo histórico como una parte de la oferta turística costarricense, por ello en conjunto con otros colegas impulsa la creación de CLAVES. Fundación costarricense para el estudio de la historia y la cultura local.
En la Escuela de Historia de la Universidad Nacional (Campus Omar Dengo) detentó diversos cargos, entre ellos: profesor de la carrera de Historia y de la Enseñanza de los Estudios Sociales; coordinador de Extensión; Director de la Maestría en Historia Aplicada, entre otros.

## Experiencia académica en investigación y vinculación Internacional (redes)
Gil Zúñiga ha desarrollado un trabajo en conjunto con muy diversos colegas donde se ha convertidido en un defensor de una visión de la historia que tiene que tener un compromiso social, que tiene que ser útil socialmente y que por lo tanto provista de un enfoque con perspectiva histórica, tiene que aportar soluciones a los problemas que aquejan a la sociedad costarricense. Ello le llevó a desarrollar proyectos de extensión universitaria, en los cuales coordinó el trabajo de muchos historiadores adherentes de distintas corrientes historiográficas en los cuales se capacitó a trabajadores fundamentalmente urbanos, amas de casa, trabajadores de oficina, en el oficio de historiador, y a trabar contactos, desde sus investigaciones, con especialistas de otras disciplinas para analizar problemas de interés común. Él ha sido parte de un gremio de historiadores creativos, que han hecho de la innovación y el compromiso social su bandera. Asimismo, ha innovado en áreas como la microhistoria, la historia de la vida vive privada, ideología, clase, cultura, identidad, y la reconstrucción de los imaginarios sociales.
Esa manera de entender la historia, que ha ido consolidando a lo largo del tiempo se ha ido construyendo en su experiencia como docente, investigador y en proyectos de difusión histórica entre los cuales pueden citarse: Aulas Libres. Talleres de Historia de Costa Rica,  una experiencia de educación popular desarrollada en diferentes comunidades de la provincia de Heredia; Espacio Abierto un programa de radio que desarrolló con jóvenes estudiantes de la Escuela de Historia de la UNA y en el que se difundió sobre todo en el sur del país interpretaciones históricas que hasta ese momento no habían trascendido del aula universitaria. En el año de 1999, impulsó con el gran apoyo de Mario Samper, Encuentros por la Historia, foro del que fue responsable hasta su tercera edición en el año de 2003 y que permitió que historiadores y especialistas de la talla de Giovanni Levi, Juan Carlos Garavaglia, Martine Segalen, Lourenzo Fernández Prieto, Lowell Gudmundson, Clive Emsley, Bernard Vincent y Michel Vovelle, entre un total que rebasó la veintena de invitados, llegaran a Costa Rica a conversar con profesores, estudiantes y estudiosos de la historia que difícilmente habrían podido conocerles de no haber sido por esta experiencia.
Fuera de Costa Rica, ha dictado diversas conferencias en las universidad de  El Salvador, Nicaragua, Guatemala y Panamá, en la Universidad de Santiago de Compostela, España y en el École Pratique des Hautes Études.  Tiene una larga experiencia en el campo de la investigación, la acción participativa y que ha conducido diversos proyectos dentro del campo de la Educación popular, los cuales inspiraron a un gran número de jóvenes historiadores de las Universidades de Costa Rica, Nacional Autónoma, de Chiriquí y de Panamá.
Gil como historiador de profesional ha desarrollado reflexiones sobre los mecanismos del poder. Desde su cátedra en la Escuela de Historia de la Universidad Nacional, había sido el mentor de noveles historiadores, y había abierto el camino para que varios de ellos pudieran estudiar en el extranjero -y en especial en Cataluña-, con diversos maestros como Josep Fontana, Joan Martínez Alier, Ricardo García Cárcel, Ramón Garrabou; Jordi Nadal, entre otros. A la vez, el doctor Gil Zúñiga supo valorar la importancia de la interacción entre académicos de diversas latitudes, lo que lo llevó a promover el contacto con diversos profesores visitantes, de la talla de Roger Chartier, Giovanni Levi, Joan Bestard y Verena Stolcke, entre otros.
Promovió, por medio de su trabajo de campo, una nueva forma de hacer la historia con la gente y dejó atrás tanto la mitología historiográfica liberal como la de la Nueva Historia, un grupo de historiadores que entre 1980-1990 se promovieran como un grupo diferente al proceso de profesionalización vivido por el país en esa década. No obstante,  el impacto de las ideas de una historia comprometida, la importancia de la difusión histórica y el desarrollo del trabajo colaborativo a través de agendas de investigación de José Daniel Gil Zúñiga ha impacto tanto a los historiadores de la Universidad nacional como de la Universidad de Costa Rica por medio de sus discípulos e investigadores que han formado parte de sus proyectos.
Las inquietudes de Gil Zúñiga se han unido a otros historiadores costarricenses abiertos a la discusión y la creación de espacios, entre ellos se pueden destacar al historiador y geógrafo Guillermo Carvajal, Ana María Botey, Francisco Enríquez y Ronny Viales. Quienes apoyaban y siguen apoyando la apertura de nuevos espacios de trabajo colectivo. La labor conjunta dejó claro una nueva forma de trabajar en historia, la cual no podía ser individual o con pretensiones de que una sola persona pudiera dar cuenta de todas las dimensiones de una problemática.  Por el contrario, se avala un trabajo colectivo y comprometido con la sociedad.
Fuera de Costa Rica, ha dictado diversas conferencias en la Universidad Nacional Autónoma de Nicaragua UNAN, Managua, Nicaragua, en la Universidad de Panamá, concretamente en su sede de Coclé en donde ha impartido cursos a nivel de la maestría en Historia, en la Universidad Pedagógica Nacional Francisco Morazán, Tegucigalpa, Honduras,  Universidad de Santiago de Compostela y en la Escuela de Altos Estudios Ciencias Sociales, París, Francia. Es autor de varias publicaciones entre las cuales pueden citarse: Encuentros por la Historia. I Edición. Libro Digital. Heredia, Costa Rica. 2002; El culto a la Virgen de los Ángeles (1824-1935) Una aproximación a la mentalidad religiosa. MCJD-MHCJS. Alajuela, Costa Rica. 2004; Fundamentos metodológicos para reconstruir el pasado desde la diversidad. Editorial Sudamericana. Rosario, Argentina. Julio de 2010. Laura Benadiba. Compiladora. Autor del artículo: Tras las huellas de los normales. Reconstruyendo la vida de los seres anónimos de la historia y En la encrucijada. Historia, marginalidad y delito en América Latina y los Estados Unidos (siglos XIX y XX). Universidad de Guadalajara. Guadalajara, Jalisco. 2010. Jorge Alberto Trujillo Bretón. Compilador. Autor del artículo: Conflictividad y delictividad social en la provincia de Heredia, Costa Rica (1885-1915) A ello deben sumarse una gran cantidad de artículos publicados en revistas especializadas y en publicaciones populares y comunales.

### Libros académicos
Llegó a producir por su cuenta más de 200 programas de radio relacionado con la difusión de la historia a nivel popular. Ha escrito artículos en obras colectivas entre las que se destacan:
De historia, historiadores y clases subalternas.  A propósito de la experiencia de La Aurora.  En Memoria y cultura popular.  CENAP.  San José, 1985
Del Cajón de Sastre a la Caja de Pandora.  En Familia Vida Cotidiana y mentalidades en México y Costa Rica.  Museo Histórico Cultural Juan Santamaría.  Alajuela, Costa Rica. 1995.
El culto a la Virgen de los Ángeles, 1824 – 1935. Museo Histórico Juan Santamaría.  Alajuela, Costa Rica. 2004. http://historia.ucr.ac.cr/repositorio/handle/123456789/40 (enlace roto disponible en Internet Archive; véase el historial, la primera versión y la última). .